# 加藤泰幹
加藤 泰幹（かとう やすもと）は、江戸時代後期の大名。別名、泰仁。伊予国大洲藩11代藩主。官位は従五位下・遠江守。

## 略歴
10代藩主・加藤泰済の長男として誕生。幼名は作十郎。
文政9年（1826年）、父の死去により跡を継ぐ。藩財政が幕命による公役で悪化したため、上げ米を行なった。天保2年（1831年）10月には広川の治水工事を行なうなどしている。しかし大洪水や風水害などの天災が相次いで、藩財政はさらに悪化した。このため、5ヵ年の倹約や物価引下げ、さらには諸色値段定を制定して公定価格制度を導入するなど、財政改革に手腕を見せている。
嘉永6年（1853年）正月15日に死去し、跡を長男の泰祉が継いだ。墓所は東京都台東区松が谷の海禅寺。

## 系譜
- 父：加藤泰済（1785?-1826）
- 母：妙相院
- 正室：錥子（1814-1856） - 鏛子、霊寿院、前田利幹の娘
- 側室：雲林院
  - 長男：加藤泰祉（1844-1864）
  - 四男：加藤泰秋（1846-1926） - 加藤泰祉の養子
- 生母不明の子女
  - 女子：智鏡院 - 毛利元周正室
  - 女子：堀直休正室
  - 女子：加藤泰令正室
  - 女子：加藤明実正室